# Calendari lunisolar
Un calendari lunisolar és un calendari que indica el temps prenent en consideració tant les fases del Sol com les fases de la Lluna. Si l'any solar es defineix com un any tropical, llavors un calendari lunisolar donarà una indicació de l'estació; si es pren com un any sideral, llavors el calendari serveix per a predir la constel·lació prop de la qual passarà la lluna plena. Generalment, també cal que l'any tingui un nombre enter de mesos. La majoria dels anys tenen 12 mesos, però cada segon o tercer any cal afegir-hi un mes extra (dit mes embolismal) per ajustar la datació amb el calendari solar. L'any lunar de tretze llunes és anomenat any embolismal.

## Calendaris lunisolars
El calendari hebreu, el budista, l'hel·lènic, l'hindú, el birmà, el tibetà, el xinès, el vietnamita, el mongol, el coreà, el primer calendari gal de Coligny i el calendari babiloni, són tots lunisolars, com també ho va ser el calendari japonès fins al 1873.
El xinès, el gal de Coligny i l'hebreu són calendaris lunisolars que segueixen més o menys l'any tròpic, mentre que el budista i l'hindú són calendaris lunisolars que fan el seguiment de l'any sideral.

### Calendari babiloni
Tenien un calendari lunisolar amb 12 mesos lunars de 30 dies cadascun, al qual afegien mesos extra quan necessitaven mantenir el calendari en línia amb les estacions.

### Calendari àtic
Emprat a Grècia, constava de 354 dies, al qual s'intercalaven mesos extra sobre una base científica, afegint-hi mesos a intervals específics en un cicle d'anys solars.